# Proclo de Atenas
Proclo (em latim: Proclus) foi um filósofo, possivelmente nativo de Atenas, ativo durante o começo do século VI. Em 515, contribuiu com a derrota da frota rebelde de Vitaliano fora de Constantinopla pela invenção de um composto flamejante a base de enxofre que foi utilizado contra os navios. Ele recusou a recompensa de ca. 180 quilos de ouro oferecida pelo imperador Anastácio I (r. 491–518) e retornou para Atenas, onde morreu pouco depois.